# Cercle Català de Negocis
El Cercle Català de Negocis (CCN) és una associació empresarial catalana, independent i sense ànim de lucre, constituïda l'any 2008, que té com a objectiu final ser un grup de pressió decisiu per l'assoliment d'un estat independent per la nació catalana en un horitzó a curt termini.
El Cercle Català de Negocis el formen lliurement empresaris, directius, professionals i autònoms que creuen que l'assoliment de la independència és l'única alternativa per assegurar el futur del teixit empresarial català.
El juliol de 2010, va engegar la campanya publicitària «Els beneficis de la independència» que es va emetre a totes les ràdios menys a Catalunya Ràdio, que el va vetar. D'ençà de la seva creació i fins al 2013 el president de l'associació va ser Ramon Carner. A partir d'aquell any, el càrrec el passà a ocupar Albert Pont. El 6 de juny de 2014 el CCN anuncià la seva retirada de la patronal PIMEC després que aquesta impedís una votació sobre l'estat propi.